# 萬里尋親記
《寻母三千里》為日本動畫公司製作的《世界名作劇場》系列第2部的動畫作品。改編自義大利作家愛德蒙多·德·亞米契斯的作品《愛的教育》（Cuore）裡5月日記中的故事「Dagli Appennini alle Ande」（從亞平寧山脈到安地斯山脈）。自1976年1月4日播至同年1976年12月26日，全52話。

## 故事概要
1882年，住在義大利熱那亞的少年馬可‧羅西，因為出國到阿根廷布宜諾斯艾利斯工作的母親安娜‧羅西沒有了音訊，而親自出發到阿根廷旅行的故事。

## 登場人物與配音員陣容

### 出身於熱那亞還有初次登場的人物
馬可‧羅西
配音員：松尾佳子；香港：何錦華
主角。9歲。一個有活力既勤勉，又很執拗的少年。有鑽牛角尖的習慣，愛悲觀的思考某些事情。認為自己一個人可以把瓶子洗的很乾淨，幫吉娜阿姨在船公司做著的送達信件的工作，由於一段長時間沒有收到安娜來的信，他終於下定決心要去阿根廷。在第2話得知他討厭青椒這樣的事情。因此有了蔬菜店的阿姨責備他的場景出現。
安娜‧羅西
配音員：二階堂有希子
馬可的母親。去阿根廷的時候是38歲。為了幫皮耶特羅的還欠債，所以去阿根廷工作。卻被信賴的梅雷里所欺騙，寄回熱那亞的信件也自此中斷，結果導致她生了重病。
在原作中她的名字叫荷西法。
皮耶特羅‧羅西
配音員：川久保潔
馬可的父親，在診所是事務長。45歲。經營的診所是打算免費幫窮人看診，為了診所的欠債和生活的費用，結果變成了把安娜送到國外的阿根廷去工作的困境。
東尼奧‧羅西
配音員：曾我部和恭
馬可的哥哥。在鐵路學校學習做火車駕駛員的見習生。最後終於成為了火車駕駛員。
白賓諾
配音員：永井一郎
人偶劇的旅行藝人，白賓諾劇團的團長。與其說是父親不如說是一直在追逐少年夢想的人。康茜塔發燒的時候，祈禱以外沒有的事情，因為不能依靠，所以他的妻子逃跑了。有著很大的夢想，根據在布蘭卡港的摩列提先生打算在這裡設立一個劇場的計畫。結果未能實現，為了幫馬可尋找母親，經過一翻辛苦借到了馬車，無法搭乘火車的馬可，在馬車的護送下到了布蘭卡港，在熱那亞的時候告訴馬可打算要帶他去阿根廷之後(只有要去阿根廷這件事情並沒有實現)在與馬可旅行的時候是不可或缺的。在布蘭卡港與馬可道別後，在梅列里全盤托出之後，他很激動的揍了他的場面，是讓人非常震撼又感動的。
康茜塔‧白賓諾
配音員：小原乃梨子
白賓諾的大女兒。母親離家出走之後代替母親的職務。對於依靠不成的白賓諾代替他為白賓諾劇團做盛大的演出。
菲歐莉娜‧白賓諾
配音員：信澤三惠子
白賓諾的二女兒。總是有層陰影而一點也不開朗說話的女孩子。她沒有半個朋友，不過在與馬可認識之後開始慢慢恢復的開朗，之後在阿根廷反過來鼓勵著馬可。不知為何在片尾的地方以「席歐莉娜」的方式介紹她，在那之後才修正為「菲歐莉娜」。　
茱麗葉‧白賓諾
配音員：千千松幸子
白賓諾的三女兒。因為還小，還不太會說話。如果她不動的話會被誤以為是可愛的洋娃娃。喜歡阿美迪歐。
卡特莉娜
配音員：麻生美代子
住在馬可家隔壁的阿姨。安娜去阿根廷時由她代替馬可的母親照顧他。
魯奇諾
配音員：細井重之
卡特莉娜的丈夫。總是想要換工作，最後他決定要做瓦片助手的工作而拼命著。
卡洛
配音員：辻村真人
在第1話皮耶特羅一家人要去亞平寧山頂的時候，借馬車給他們的人。還有，羅西家要搬家的時候他也有幫忙。
安德烈亞
配音員：岡田道郎
第37話，馬可在回憶以前在慶祝母親安娜的生日時，去買花回來的時，在樓下聽聞他的妻子在叫他，而他也應聲回應了。
雅各波
配音員：槐柳二
住在馬可家屋頂的老爺爺。沒有工作並眺望外面一天生活著，不過人很好。
吉娜‧克里斯丁尼
配音員：坪井章子
在船公司配送郵件工作的阿姨。丈夫原是定期船上的工作的一等航海士，不過她的丈夫在31歲的時候卻遇難而死。與羅西家的馬可非常親密，像馬可的母親安娜一樣照顧著他，也總是為馬可擔心，還有幫馬可尋找工作的機會。還打算送給馬可關於麥哲倫的故事書給他看。
喬治歐
吉娜聽聞他說在阿根廷起暴動這樣傳言的時，進入吉娜的船公司的人，告訴馬可在阿根廷發生罷工事件的人。
貝拉
配音員：友部光子
6個孩子的母親。也曾經請求馬可幫她買東西的事情。
費迪南多
配音員：松岡文雄
貝拉的丈夫。在他出現的場景裡總是抱著家中第6個孩子。在片尾曲的地方誤打成比迪南德，正確的寫法是費迪南多。
妮娜
配音員：牛崎敬子
貝拉的第5個孩子，總是搶著走在貝拉的後面。
艾密里歐
配音員：北川智繪→駒村栗子
馬可的好朋友。與馬可上同班級但是比他年長3歲。為了生活費的關係去工作，因而放棄去學校上課。
伯納多
配音員：千千松幸子
艾密里歐的弟弟。被路易吉與多明尼可他們因為哥哥的事情而被欺負，馬可去幫助他解圍。
多明尼可
配音員：白川澄子
欺負伯納多的1個學生，坐在馬可隔壁坐位的男孩子。給幫助伯納多的馬可忠告。好像根本不是很壞的孩子。
路易吉
配音員：野澤雅子
欺負伯納多的高年級生。頑強的追趕救助伯納多的馬可，最後被逼到絕境的馬可，在他的手腕上咬了一口就逃離那裡了。
露琪亞
配音員：松金米子
在馬可上學的學校裡的有錢女孩子，她家奢侈到家中的庭園裡還舖張設有庭園的游泳池。他好像對馬可抱持有愛慕的心意。
吉洛蒂
配音員：鹽見龍介
洗瓶屋的主人。被馬可想工作的心意感動，而僱用馬可這個孩子，但是當洗瓶子的機器引入工廠之後，馬可就失業了。
克洛西
吉洛蒂洗瓶子的生意上的人，聽說要50打的樣子。
隆巴迪尼醫生
配音員：上田敏也
在皮耶特羅經營的診所工作的醫生。使用了幫病人看病後不拿錢的皮耶特羅的親切方針，他並沒有忘了醫術者的心。他治好了得了感冒(有可能是肺炎)的白賓諾和康茜塔。
山德羅‧哥比
配音員：家弓家正
皮耶特羅‧羅西的好朋友。從德國回來的醫生。第9話裡與法比歐幫助露克蕾琪亞的母親，使用了當時被稱為惡魔的工作的輸血這種手段。輸血者皮耶特羅‧羅西把血輸給這個母親，與皮耶特羅‧羅西是也許是相同的血型，皮耶特羅‧羅西的血型可能是O型。
雷納特
配音員：納谷六朗
與艾密里歐認識，不過並不可靠。他向馬可提出只要有20里拉就讓他去阿根廷，結果他把那錢拿去買衣服了，被艾密里歐看穿了，之後就處於要還錢的困境。
福斯丁尼
故事中未登場。被吉娜小姐委託送達4封信到最初的收信人。那封信在故事中很清楚的了解那是從印度來的信。收到信的並不是本人，而是他的管家。
馬克薩尼
故事中未登場。被吉娜小姐委託送達4封信到第2號的收信人。沒有人領取信件的場景，連簽名也沒有(馬可從要投遞的地方拿回的時候吉娜小姐確定是有簽名的)。
柯維特
被吉娜小姐委託送達4封信的到第3號的收信人。本人雖有登場，但是沒有馬可得到簽名的場景(關於這個簽名吉娜小姐確認是有的)。
蒙塔多
配音員：山田俊司
被吉娜小姐委託送達4封信到最後的收信人。人雖然有登場，可是他沒有得到簽名的場景，其信是他妹妹的瑪莉亞‧蒙塔多寄來的。他的家庭有個妻子，還有二個孩子，而他也請過馬可一起來吃午飯，但而遭到固執的馬可拒絕(馬可說爸爸和哥哥正在海邊等我呢)。
貝拉蒂
借錢給皮耶特羅的人，固執的逼迫他一定要還錢。雖然說從莫雷尼先生那兒借的錢要還給貝蘭蒂先生，不過被莫雷尼先生的銀行拒絕借錢之後，要如何向貝蘭蒂先生還債呢？這是本故事中最大的疑問。
莫雷尼
故事中未登場。是皮耶特羅的診所的金錢來源的代理人，結果從莫雷尼先生拒絕接電話開始，向莫雷尼先生借錢之後就沒有下文了。在那之後，皮耶特羅與莫雷尼先生有必要再次見上一面的台詞，但實際上是某能遇見呢？
馬迪醫生
在皮耶特羅診所工作的醫生。只有在醫師集會的時候登場過一次。
賽維里諾
馬可與東尼奧被勸告的披薩店的老闆。故事中未登場。
羅倫佐
故事中未登場。去過阿根廷工作卻賠了一大筆錢，結果返回熱那亞了。
法比歐
把臉色發青的病患抬到皮耶特羅診所的男人。
露克蕾琪亞
某位病患的小孩，生病的是她的母親，父親出海捕魚去了。
貝蒂諾
與貝拉阿姨在第3話和第15話以聲音的方式出現，故事中未登場（沒有出現身影的場面）。
魯奇安諾
艾密里歐的親戚，在船公司工作的職員，只是工友權利不大。

### 福爾格列號上遇見的乘員
洛基
配音員：野島昭生
馬可最初認識的福爾格列號的船員。是個巴西人，往全世界的海洋航行著。21歲，8年前13歲的時候曾經在偷渡到北美的紐奧良去。
李奧納多
配音員：神山卓三
福爾格列號的廚師長。被馬可要去阿根廷的心意所感動，作為料理人答應讓馬可乘船。
契薩雷
配音員：西川幾雄
與李奧納多一樣是廚師，不過並沒有描繪出他做菜的樣子。有削馬鈴薯皮等等的事情，有著在赤道祭典的時候獲得優勝的經驗。登場於馬可在參加赤道祭典的時候，他以馬可母親安娜的樣子出現在他面前，讓馬可嚇了一跳。因為這樣的喬妝，而擾亂馬可的心。
賈柯摩
配音員：島田彰
看見馬可的缺點，就差點要忘了用餐的福爾格列號的船員。
莫雷尼
配音員：三田松五郎
福爾格列號的事務長。話相當多，對規則很嚴苛。
船長(福爾格列號)
配音員：村越伊知郎
福爾格列號的船長。把馬可託付給船員李奧納多，看到馬可機靈做事又有效率的樣子。

### 移民船上遇見的乘員
費德里柯
配音員：峰惠研
在移民船上與馬可認識的老爺爺。打算搭乘移民船移民到阿根廷的羅薩里奧。之後在羅薩里奧與馬可再次見面。
蕾娜達
配音員：二階堂有希子
喬凡尼的妻子，在移民船上與費德里柯老爺爺一起相遇。尼諾是她的獨生子。
尼諾
配音員：千千松幸子
喬凡尼與蕾娜達之間生的孩子。推斷年齡是2歲~3歲。喜歡阿美迪歐，看到那個身影的馬可有把尼諾他給聯想到茱麗葉的場面（擔任的配音員是相同的）。
船長(移民船)
配音員：杉田俊也
移民傳遭到暴風雨來襲的時候，聽到船上的乘客全體在一起唱歌的聲音，並給予船員正確的指示。

### 布宜諾斯艾利斯的登場人物
官員
配音員：矢田稔
布宜諾斯艾利斯的義大利移民局的官員。由於做著官員工作，他討厭馬可給他自己增加工作的麻煩。
西布莉安娜
配音員：池田昌子
在聖瑪莉亞教會的慈善醫院裡做護士的修女。同情馬可身上的遭遇，希望成為他的力量。第22話的片尾製作人員以「護士」的方式記錄，這個時候名字還沒有出來（這話還沒有使用到西布莉安諾這個名字）。不過第38話的字幕是以「西布莉安娜」（シプリアーナ）來表示，但製作人員卻是以「西布莉安諾」（シプリアーノ）的方式記錄，讓人搞不清楚哪一個是正確的。不過，製作人員說，上面所記載的誤寫的會比較多，所以「西布莉安娜」（シプリアーナ）的寫法應該是比較正確的。
克里斯多巴爾‧羅哈斯
安娜‧羅西最初到阿根廷工作為他效勞的屋主，在故事中並沒有出現。
羅哈斯夫人
配音員：京田尚子
安娜‧羅西最初到阿根廷工作為他效勞的屋主的妻子。馬可再次來到這裡時，聽到她老是說著安娜的壞話，讓馬可聽了很不高興。
羅希達
配音員：吉田理保子
馬可到羅哈斯家拜訪時的女傭小姐。讓馬可吃好好吃食物的大好人，不過話多到連羅哈斯都覺得有點討厭了，當馬可第2次拜訪時她辭職了。
娜塔莉亞
配音員：大方斐紗子
馬可第2次拜訪羅哈斯家的時候的女傭小姐。不太喜歡關於羅哈斯家的事情，但是還是默默的工作著。
安娜‧馬里尼
配音員：千京英子
馬可說「另一個媽媽」。被誤認為馬可是她真正的兒子，在誤認的庇祐下安詳的死去。姓氏是西布莉安娜修女讀到她兒子的名字時候才曉得的。
馬契羅‧馬里尼
以照片的方式登場。住在慈善醫院的安娜的獨生子，在6年前2歲的時候在移民船遭到暴風雨的襲擊死掉了。
愛蜜莉亞‧賽巴洛斯
配音員：松島實
馬可再次來到布宜諾斯艾利斯的時候，最初所拜訪家中的女兒。馬可把她與拉蒙‧梅其尼斯的女兒伊莎貝爾給搞錯了。
賽巴洛斯夫人
配音員：杉田郁子
愛蜜莉亞的母親，聽聞馬可遠從義大利來布宜諾斯艾利斯，又從布蘭卡港回到這裡找梅其尼斯一家，就叫愛蜜莉亞寫梅其尼斯在哥多華的住址，還想給馬可到哥多華的旅費，可是馬可拒絕了，是個相當親切的伯母。

#### 博卡城鎮的登場人物
福斯柯
配音員：勝田久
熱那亞料理店（崔多里亞‧利古里亞）的店長。對於從熱那亞來尋找安娜而來到布宜諾斯艾利斯的馬可感到非常佩服，對馬可有各式各樣的幫助。
崔多里亞‧利古里亞的「利古里亞」是在義大利的州中有存在於熱那亞，而「崔多里亞」是義大利文中平民的套餐店翻譯而來的。
露意莎
配音員：香椎邦子
福斯柯的妻子。像自己的孩子一般擔心著馬可的事情。
法德巴尼
配音員：加藤精三
在布宜諾斯艾利斯一手挑起貨物工作的義大利的有錢人。知道馬可被梅雷里欺騙的事實，覺得他很可憐，並且幫他安排到羅薩里奧的船隻。
巴多羅密歐
配音員：青森伸
法德巴尼生生雇用的管家。

### 往布蘭卡港路途中的登場人物
克里斯多巴爾‧巴爾保薩
擁有300個牧童的大牧場的經營者。邀請白賓諾劇團的時候，對白賓諾的話非常著迷。
薩爾瓦多‧巴爾保薩
配音員：桑原毅
僱用300個牧童的大牧場經營者的兒子。對於以前也去義大利的事情與白賓諾的話非常相投，招待白賓諾劇團到牧場來。
葛雷果里歐
巴爾保薩所呼叫的牧童，指引白賓諾在此停留住宿的人。
莎拉
葛雷果里歐的妻子，看見了白賓諾劇團的缺點。
首領卡洛斯
配音員：宮內幸平
是個高丘老人，似乎是其首領。因為白賓諾家的馬車壞掉，他因而救助差點就凍死的白賓諾劇團一家，一直到馬車修好為止，在那之後也他救助了被奧爾特加胡鬧的康茜塔的救命恩人。
奧爾特加
硬要康茜塔陪他跳舞的討厭傢伙。結果居然拿康茜塔當人質，由於卡洛斯的幫助，讓他羞愧的逃走了。
西奇里歐‧席爾巴尼
從布蘭卡港打算返回布宜諾斯艾利斯的途中，與白賓諾劇團相遇，白賓諾他們在布蘭卡港近郊遇到的8人家庭裡的先生。在馬可感到困惑的時候，是他指引馬可尋找梅雷里先生的人。
露意莎‧席爾巴尼
西奇里歐的妻子。連續生了3次雙胞胎。因此成為了8人的家庭。實際上雙胞胎是不是可以連續生三次，讓人多少有些疑問。
安東尼奧‧席爾巴尼、羅伯特‧席爾巴尼
露意莎第一次生下的雙胞胎的男孩子。臉長的一模一樣，很難分的出來誰是最先生出來的，安東尼奧最先被叫到的，推測安東尼奧可能是大兒子。
蘇菲亞‧席爾巴尼、愛蓮娜‧席爾巴尼
露意莎第二次生下的雙胞胎的女孩子，蘇菲亞最先被叫到的，所以蘇菲亞可能是大女兒。
馬里歐‧席爾巴尼、布魯諾‧席爾巴尼
露意莎第三次生下的雙胞胎的男孩子，馬里歐最先被叫到，所以馬里歐很可能是三兒子。看見阿美迪歐時非常高興。

### 布蘭卡港的登場人物
法蘭契斯柯‧梅雷里
配音員：梶哲也
去阿根廷工作的安娜唯一依靠的堂兄。因為事業失敗所以拿著安娜的工作費來過生活，是安娜的信沒有送達熱那亞的罪魁禍首。在布蘭卡港他以馬賽爾‧艾斯特隆這樣的姓名介紹給馬可他們，並隱瞞自己的真實身分，對於安娜與熱那亞的音訊中斷趕到有責任在，為馬可掙到布宜諾斯艾利斯的火車票。向白賓諾表明了自己的真實身分（然而，白賓諾之前就覺得他很可疑），在知道事情真相之後他被白賓諾揍了一頓。
佩佩
梅雷里帶馬可進入店裡的主人，不過他不怎麼喜歡梅雷里這個人。
露西亞
配音員：高橋和枝
經營旅店的老闆娘。她要白賓諾劇團先交付3天的住宿費，好像是之前投宿的旅客賴掉了住宿費，因此讓白賓諾劇團陷入了沒辦法付3天住宿費的困境，只好出外工作賺錢付旅費了。
多明尼可‧諾傑
配音員：增岡弘
在布蘭卡港為義大利人介紹工作的情報站的人。沒有介紹給馬可任何工作，不過他告訴馬可布蘭卡港沒有安娜在，他是看穿艾斯特隆=梅雷里，有這樣洞察力的擁有者。
亞歷山卓‧莫雷帝
配音員：上田敏也
布蘭卡港的議員，認為如果是義大利人的事情他不會不知道，只是他未去尋找馬可所要找的梅雷里。

### 往羅薩里奧路途中的登場人物
亞歷山大‧喬凡尼
配音員：渡部猛
馬可打算從布宜諾斯艾利斯到羅薩里奧而登上河流上的安德烈亞多里亞號的船長。是熱那亞之子，在得知馬可是熱那亞之子的時候，才開始對馬可很親切。
露克蕾琪亞
故事中未登場。喬凡尼船長的意中人，至今好像還沒告白的樣子。
馬里歐
配音員：富山敬
安德烈亞多里亞號的船員。與船長同為熱那亞之子，然而與他總是互相毆打的爭吵。還有使用鐵鎚。伊莎貝麗達好像是住在羅薩里奧附近的聖尼可拉斯這個城市裡的人。
伊莎貝麗達
故事中未登場。馬里歐的戀人。馬可搭船的時候，安德烈亞多里亞號的船長，為了急著駛往馬可要去的羅薩里奧，而不打算靠近聖尼可拉斯的港口，所以伊莎貝麗達與馬里歐未能相見。

### 羅薩里奧的登場人物
荷黑
在羅薩里奧打鐵的工人的兒子。
喬凡尼
配音員：田中康郎
費德里柯的兒子。幫助在羅薩里奧的街頭迷失的馬可，在義大利之星幫助馬可去哥多華。
瑪麗葉特
故事中未登場。費德里柯的女兒。故事中並沒有說明費德里柯是否擁有喬凡尼與瑪麗葉特這兩個孩子。
賈洛尼
故事中未登場。費德里柯的孫子，瑪麗葉特的孩子。費德里柯他的台詞說過，他認為他比尼諾出生的時候還要慢。
巴里安多斯
故事中未登場。受到法德巴尼的介紹給馬可時，他本人並不在家。裡面的管家（配音員：北山年夫）代替主人應對，不過他對馬可很冷淡。而且他還因為「歧視性的發言」而傷害了馬可的心。

### 往哥多華路途中的登場人物
瑪格達蓮娜
配音員：花形惠子
從加拿大‧德‧哥梅斯這個車站所搭乘的3個孩子的母親。
納西索
配音員：菅谷政子
從加拿大‧德‧哥梅斯這個車站所搭乘的母親與3個兄弟中的大兒子。在得知馬可從熱那亞來，就順便說說哥倫布的事情(哥倫布也是在熱那亞出生的)。順便一提加拿大‧德‧哥梅斯這個地名在現在的地圖上好似乎不存在。
佩德羅
配音員：桂玲子
從加拿大‧德‧哥梅斯這個車站所搭乘的母親與3個兄弟中的二兒子。工作人員不知為何把配音員的名字以桂令子的方式介紹。恐怕是製作者在單方面的錯誤。
費南多
從加拿大‧德‧哥梅斯這個車站所搭乘的母親與3個兄弟中的三兒子。

### 哥多華的登場人物

#### 聖伊西德羅地區的登場人物
瑪莉亞
在哥多華的梅其尼斯家附近住的小女孩。
巴布羅‧賈西亞
配音員：東美江
住在哥多華貧窮之家生活的印第安少年。誤解成自己被當成笨蛋的事情，與初次見面的馬可見面時，他在垃圾桶撿拾不要的肉時，被馬可看見，以為馬可看不起他，並對馬可以暴力相向，其實是個心地善良的人。在沒有住所的馬可被他邀請來他家裡一起住。
瑚安娜‧賈西亞
配音員：橫澤啟子
巴布羅的妹妹，年紀小又體弱多病，琪琪堤塔是她最重要的洋娃娃。為了等巴布羅與馬可回來結果被雨淋濕而染上了肺炎的病，馬可就用從維克多‧梅其尼斯那兒得到的錢用來幫助瑚安娜，不過劇中治療用的藥不知為何被稱作番木鱉鹼（一種毒藥），而治療的藥在1954年才被發現，馬可去阿根廷的時候這種藥是不存在的。後來在再次播映結束了之後，投影片上出現「本故事登場的『番木鱉鹼』可能是『奎寧』的誤寫」。
荷西
故事中未登場，借驢子給巴布羅的人。
琪琪蒂達
瑚安娜最重要的洋娃娃。在吃過的玉蜀黍所留下的芯的部份畫上眼睛和嘴巴。為何瑚安娜在本故事的最後不再抱著最重要她的洋娃娃，作品中沒有詳細說明。把馬可當成她的娃娃之後她就把它向遠處丟掉了。順便一提琪琪蒂達是西班牙語中「小女孩」的意思。
荷黑
配音員：杉田俊也
巴布羅的爺爺。有點癡呆。與巴布羅相同的第二個名字是不是賈西亞在作品中並沒有說明，所以這裡只用第一個名字代表。

#### 哥多華其他地區的登場人物
維克多‧梅其尼斯
配音員：岡部政明
拉蒙的堂哥。在哥多華近郊做建築工程技師。對於從遙遠的義大利來到這裡尋找母親的馬可的事情非常感動，就借給馬可到圖庫曼省的火車費。
泰瑞莎
故事中未登場。認為可能是維克多‧梅其尼斯的妻子，但是沒有證據證明。

### 往圖庫曼路途中的登場人物
首領
配音員：加藤精三
牛車隊的首領。幫助徬徨的馬可，將他送到前往圖庫曼省的途中。順便一提首領的目的地的城鎮是聖地亞哥-德爾埃斯特羅。
安德羅勒斯
配音員：寺島幹夫
牛車隊的一員，載貨的行李與馬可一起搬運。部下有曼紐爾。
費南迪斯
配音員：宮田光
牛車隊的一員。
曼紐爾
配音員：古谷徹
在牛車隊與馬可以起旅行時照顧馬可的角色。最初很討厭被推託去照顧馬可的事情，但是看見生病的馬可時變的如此的照顧了。
米格爾
配音員：中尾隆聖
年車隊的一員。喜歡拿鞭子玩弄阿美迪歐，結果惹火了馬可。他覺得照顧馬可的曼紐爾是笨蛋。有著令人討厭的個性，與馬可分離時配給他食物，告訴他別待在潮濕的地方。
荷黑斯
故事中未登場。在第49話某個男人的台詞中說著「不用擔心會給荷黑斯先生添麻煩」這樣的話，但是這個麻煩並不是指馬可的事情，而是那個男的對某個小孩子說的話。
厄納多
配音員：加地健太郎
救了倒在雪中的馬可與阿美迪歐的人。告訴馬可往圖庫曼省還有多遠的距離，很快的治好馬可化膿的腳，在某個意義上是對馬可有所貢獻的人。
安赫爾
配音員：黑石一曜
看見阿美迪歐的老爺爺的孫子，被爺爺託付對前往圖庫曼對馬可指示請乘坐馬車的樣子。馬可走到有樹蔭的地方，遇見了他，請馬可乘坐在馬車裡。在途中經過甘蔗田，並且砍了一根甘蔗份一半給阿美迪歐與馬可。工作人員在片尾配音源的名字地方把『曜』這個字打成『日』加上『玉』，這個可是『曜』的俗體字喔！

### 圖庫曼的登場人物
拉蒙‧梅其尼斯
配音員：木下秀雄
僱用安娜的農業技師。對於安娜會生病他自己也感覺有責任。
伊莎貝爾‧梅其尼斯
故事中未登場。馬可到布宜諾斯艾利斯拜訪賽巴洛斯家，馬可把拉蒙的女兒伊莎貝爾誤以為是愛蜜莉亞。拉蒙‧梅其尼斯有提到女兒這樣的台詞存在。
克莉絲汀娜‧梅其尼斯
配音員：武藤禮子
拉蒙‧梅其尼斯的妻子。自願看護生病的安娜。
海美
配音員：千千松幸子
在拉蒙‧梅其尼斯家裡工作的女傭。
羅德里格斯醫生
配音員：吉澤久嘉
為安娜動手術的醫生。他說手術會成功不是因為自己，而是馬可，沒打算向人收取手術的費用。
旁白
配音員：坪井章子
本故事的解說員。擔任下集預告的部分。

### 動物
阿美迪歐(梅蒂歐)
東尼奧所飼養的猴子。東尼奧因為要工作所以由馬可代為照顧，與馬可一起去阿根廷。其名字的拼法常常被誤寫成「アメディオ」。
2008年1月27日朝日電視台的「大膽MAP好評熱門動畫照型的聲音的面容全部顯現！前20名」演出，演馬可角色的松尾佳子說「阿美迪歐的聲音是“發泡聚苯乙烯互相摩擦時產生的聲音”仔細聽。」（這個節目把阿美迪歐的名字「アメデオ」誤寫成「アメディオ」）
婆婆
馬可從牛車隊的首領那兒得到年老的驢子。被認為是生活了20年以上，然而與馬可一起旅行的途中，壽命終結而死。最擅長是螃蟹的步伐。

## 關於人偶劇中的登場人物
安東尼奧
白賓諾劇團登場最多次的人偶劇中的人，最後與戀人露克蕾琪亞一起獲得幸福的故事。因為生活貧困露克蕾琪亞、安東尼奧與巴多羅密歐宛如天秤上不能平衡，露克蕾琪亞看上了巴多羅密歐，並且選擇和巴多羅密歐在一起，巴多羅密歐是最有錢的的國王。與安東尼奧以刀劍相向，最後安東尼奧失敗了，但是之後巴多羅密歐的頭部被打中而死，露克蕾琪亞得到了巴多羅密歐的金錢，安東尼奧變成了有錢人，與露克蕾琪亞一起結婚了。
露克蕾琪亞
安東尼奧的戀人，迷戀的只有巴多羅密歐的金錢這個部份。
巴多羅密歐
某個國家的國王。與安東尼奧用刀劍相向的場面是最快樂的內容。
馬可‧羅西
巴爾保薩牧場所演出的人偶劇，為了尋找母親而到阿根廷旅行的故事，最後被綁架的馬可的母親被救了，沒想到突然非常一隻長槍刺中母親安娜的背部而死亡，這樣令人非常驚嚇的內容做結束，菲歐莉娜和康茜塔都說不想再演第二次這種戲劇了。
安娜‧羅西
以人偶劇的方式登場，與馬可再次相見的白賓諾以殺了她也不後悔的策略來賺人熱淚。菲歐莉娜說這齣人偶劇能以再次相見的喜劇之下結束，這種人偶劇也沒有再做第二次了。
克里斯多巴爾・巴爾保薩
在人偶劇中，為了救助被蠻族綁架的母親安娜的好幫手。

## 主題歌、插入歌
- 片頭曲『草原上的馬可』(第1話~第52話)
  - 作詞：深澤一夫、歌：大杉久美子、作曲：坂田晃一、編曲：坂田晃一
- 片尾曲『媽媽早安』(第1話~第52話)
  - 作詞：高畑勳、歌：大杉久美子、作曲：坂田晃一、編曲：小六禮次郎
- 插入歌1『野餐之歌』
  - 作詞：深澤一夫、歌：大杉久美子、蟋蟀'73、作曲：坂田晃一、編曲：青木望
- 插入歌2『開朗的馬可』
  - 作詞：深澤一夫、歌：曾我部和恭、大杉久美子、作曲：坂田晃一、編曲：青木望
- 插入歌3『白賓諾劇團之歌』
  - 作詞：深澤一夫、歌：永井一郎、大杉久美子、作曲：坂田晃一、編曲：青木望
- 插入歌4『媽媽的搖籃曲』
  - 作詞：深澤一夫、歌：大杉久美子、作曲：坂田晃一、編曲：青木望

- 中文主題曲『想你！媽媽』
  - 詞、曲：汪石泉 / 唱：紀寶如

## 標題播映表
| 話數 | 副標題               | 播映日         | 腳本     | 分鏡     | 演出   | 作畫監督   |
| ---- | -------------------- | -------------- | -------- | -------- | ------ | ---------- |
| 1    | 不要走啊！媽媽       | 1976年1月4日   | 深澤一夫 | 高畑勳   | 高畑勳 | 小田部羊一 |
| 2    | 熱那亞少年馬可       | 1976年1月11日  | 深澤一夫 | 高畑勳   | 高畑勳 | 小田部羊一 |
| 3    | 星期日的港口         | 1976年1月18日  | 深澤一夫 | 富野喜幸 | 高畑勳 | 小田部羊一 |
| 4    | 最討厭爸爸           | 1976年1月25日  | 深澤一夫 | 高畑勳   | 高畑勳 | 小田部羊一 |
| 5    | 好朋友艾密里歐       | 1976年2月1日   | 深澤一夫 | 高畑勳   | 高畑勳 | 小田部羊一 |
| 6    | 馬可的領薪日         | 1976年2月8日   | 深澤一夫 | 富野喜幸 | 高畑勳 | 小田部羊一 |
| 7    | 屋頂上的小海         | 1976年2月15日  | 深澤一夫 | 高畑勳   | 高畑勳 | 小田部羊一 |
| 8    | 快樂的白賓諾劇團     | 1976年2月22日  | 深澤一夫 | 富野喜幸 | 高畑勳 | 小田部羊一 |
| 9    | 對不起！爸爸         | 1976年2月29日  | 深澤一夫 | 奧田誠治 | 高畑勳 | 小田部羊一 |
| 10   | 媽媽在布宜諾斯艾利斯 | 1976年3月7日   | 深澤一夫 | 富野喜幸 | 高畑勳 | 小田部羊一 |
| 11   | 媽媽的信             | 1976年3月14日  | 深澤一夫 | 奧田誠治 | 高畑勳 | 小田部羊一 |
| 12   | 飛行船起飛的日子     | 1976年3月21日  | 深澤一夫 | 富野喜幸 | 高畑勳 | 小田部羊一 |
| 13   | 再見了！菲歐莉娜     | 1976年3月28日  | 深澤一夫 | 黑田昌郎 | 高畑勳 | 小田部羊一 |
| 14   | 馬可的決心           | 1976年4月4日   | 深澤一夫 | 富野喜幸 | 高畑勳 | 小田部羊一 |
| 15   | 推薦福爾格列號       | 1976年4月11日  | 深澤一夫 | 奧田誠治 | 高畑勳 | 小田部羊一 |
| 16   | 小廚師長             | 1976年4月18日  | 深澤一夫 | 黑田昌郎 | 高畑勳 | 小田部羊一 |
| 17   | 赤道祭典             | 1976年4月25日  | 深澤一夫 | 富野喜幸 | 高畑勳 | 小田部羊一 |
| 18   | 里約的移民船         | 1976年5月2日   | 深澤一夫 | 奧田誠治 | 高畑勳 | 小田部羊一 |
| 19   | 閃耀的南十字星       | 1976年5月9日   | 深澤一夫 | 黑田昌郎 | 高畑勳 | 小田部羊一 |
| 20   | 大暴風雨的夜晚       | 1976年5月16日  | 深澤一夫 | 富野喜幸 | 高畑勳 | 小田部羊一 |
| 21   | 拉普拉塔河是銀河     | 1976年5月23日  | 深澤一夫 | 奧田誠治 | 高畑勳 | 小田部羊一 |
| 22   | 媽媽所住的城鎮       | 1976年5月30日  | 深澤一夫 | 黑田昌郎 | 高畑勳 | 小田部羊一 |
| 23   | 另一個媽媽           | 1976年6月6日   | 深澤一夫 | 富野喜幸 | 高畑勳 | 小田部羊一 |
| 24   | 等待的菲歐莉娜       | 1976年6月13日  | 深澤一夫 | 奧田誠治 | 高畑勳 | 小田部羊一 |
| 25   | 白賓諾劇團大成功     | 1976年6月20日  | 深澤一夫 | 黑田昌郎 | 高畑勳 | 小田部羊一 |
| 26   | 前往草原             | 1976年6月27日  | 深澤一夫 | 富野喜幸 | 高畑勳 | 小田部羊一 |
| 27   | 菲歐莉娜的眼淚       | 1976年7月4日   | 深澤一夫 | 奧田誠治 | 高畑勳 | 小田部羊一 |
| 28   | 巴爾保薩大牧場       | 1976年7月11日  | 深澤一夫 | 黑田昌郎 | 高畑勳 | 小田部羊一 |
| 29   | 下雪了               | 1976年7月18日  | 深澤一夫 | 富野喜幸 | 高畑勳 | 小田部羊一 |
| 30   | 老高丘人，卡洛斯     | 1976年7月25日  | 深澤一夫 | 奧田誠治 | 高畑勳 | 小田部羊一 |
| 31   | 漫長的夜晚           | 1976年8月1日   | 深澤一夫 | 富野喜幸 | 高畑勳 | 小田部羊一 |
| 32   | 如果說了再見         | 1976年8月8日   | 深澤一夫 | 奧田誠治 | 高畑勳 | 小田部羊一 |
| 33   | 媽媽失蹤了           | 1976年8月15日  | 深澤一夫 | 富野喜幸 | 高畑勳 | 小田部羊一 |
| 34   | 想回熱那亞           | 1976年8月22日  | 深澤一夫 | 奧田誠治 | 高畑勳 | 小田部羊一 |
| 35   | 媽媽懷念的筆跡       | 1976年8月29日  | 深澤一夫 | 黑田昌郎 | 高畑勳 | 小田部羊一 |
| 36   | 再見了！布蘭卡港     | 1976年9月5日   | 深澤一夫 | 富野喜幸 | 高畑勳 | 小田部羊一 |
| 37   | 前往永無止境的旅程   | 1976年9月12日  | 深澤一夫 | 奧田誠治 | 高畑勳 | 小田部羊一 |
| 38   | 媽媽的辛苦           | 1976年9月19日  | 深澤一夫 | 奧田誠治 | 高畑勳 | 小田部羊一 |
| 39   | 玫瑰色黎明的羅薩里奧 | 1976年9月26日  | 深澤一夫 | 富野喜幸 | 高畑勳 | 小田部羊一 |
| 40   | 閃耀的義大利的一顆星 | 1976年10月3日  | 深澤一夫 | 富野喜幸 | 高畑勳 | 小田部羊一 |
| 41   | 希望與媽媽一起回家…  | 1976年10月10日 | 深澤一夫 | 奧田誠治 | 高畑勳 | 小田部羊一 |
| 42   | 新朋友巴布羅         | 1976年10月17日 | 深澤一夫 | 富野喜幸 | 高畑勳 | 小田部羊一 |
| 43   | 在這個城鎮的某處     | 1976年10月24日 | 深澤一夫 | 奧田誠治 | 高畑勳 | 小田部羊一 |
| 44   | 幫助瑚安娜           | 1976年10月31日 | 深澤一夫 | 富野喜幸 | 高畑勳 | 小田部羊一 |
| 45   | 前往遙遠的北方       | 1976年11月7日  | 深澤一夫 | 奧田誠治 | 高畑勳 | 小田部羊一 |
| 46   | 牛車的旅程           | 1976年11月14日 | 深澤一夫 | 富野喜幸 | 高畑勳 | 小田部羊一 |
| 47   | 媽媽就在那個山腳下   | 1976年11月21日 | 深澤一夫 | 奧田誠治 | 高畑勳 | 小田部羊一 |
| 48   | 不要死啊！驢婆婆     | 1976年11月28日 | 深澤一夫 | 富野喜幸 | 高畑勳 | 小田部羊一 |
| 49   | 媽媽的呼喊           | 1976年12月5日  | 深澤一夫 | 奧田誠治 | 高畑勳 | 小田部羊一 |
| 50   | 快跑啊！馬可         | 1976年12月12日 | 深澤一夫 | 富野喜幸 | 高畑勳 | 小田部羊一 |
| 51   | 終於見到媽媽了       | 1976年12月19日 | 深澤一夫 | 奧田誠治 | 高畑勳 | 小田部羊一 |
| 52   | 與媽媽一起回熱那亞   | 1976年12月26日 | 深澤一夫 | 富野喜幸 | 高畑勳 | 小田部羊一 |

- 第42話的標題「新朋友巴布羅」，在之前第41話旁白卻是以「印第安少年」的標題標記。有可能是那個時候，並不知道這位少年名字的樣子。

## 備考
- 基本上照著原作走，沒有增加或減少，而為了要做出「愛的教育」這1本小說中的短篇文學(安利柯作為抄寫課題中的故事)的話，要做出讓這篇故事維持在1年長時間的份量，那卻是不夠的。所以，就細心的描繪日常生活的點點滴滴，白賓諾劇場等等，加入了一些原作沒有登場的人物登場，還添加了愛的教育中的其他短篇故事與布蘭卡港(拜亞布蘭卡)為止的旅行等等，能夠大幅掀起高潮般的故事就此誕生。馬可的家庭背景與白賓諾劇團等人的設定，是腳本家深澤一夫所創作出來的東西（白賓諾劇團的故事，是用了人偶劇團‧在人偶劇時代的深澤的生活經驗）
- 主題歌的歌詞有「朝著遙遠的北方前進」，到了南部之後馬可聽說母親往北方去了。南半球的氣候漸漸變的寒冷，北部也許是6~8月時期的天氣。還有，工作人員在現場取材時，想起原作的標題「從亞平寧山脈到安地斯山脈」這個部份，聽說完全看不到安地斯山脈這件事情，所以才會有「沒有山，沒有谷，什麼都看不到」這樣的歌詞出現。
- 片頭曲的「草原上的馬可」裡有使用演奏南美的民族樂器的恰朗哥琴與豎笛，製造其獨特的氣氛。
- 最初，片頭曲的畫面是沒有放上歌詞字幕的，不過因應觀眾希望能夠想要看到歌詞字幕的要求，就在播第2個週期的時候，嵌入了歌詞字幕。而其製作人員的呈現方式也變的不同了。現在的重播與DVD的全部話數，後期的片頭去的畫面變的改變為初期的片頭曲沒有字幕歌詞的是未校正的毛片。
- 在1981年播映「愛的教育」動畫版，日本以『愛の学校クオレ物語』(愛的教育克歐雷物語)的標題來播映，其中有2話的內容有播映這個部份。
- 還有，阿美迪歐的聲音是發泡聚苯乙烯互相摩擦時產生的聲音。

## 劇場版
在1980年本編被剪輯成電影上映，但成績並不理想。
在1999年，被松竹映畫買下版權後重拍成獨立制作的電影，以MACRO三千里寻母记之名上映，成績較舊作為佳，在香港被譯作「小孤星馬高」，曾經在亞洲電視播放，也有發行正版DVD和VCD。

## 外部連結
- 互联网电影数据库（IMDb）上《萬里尋親記》的资料（英文）